# U-20-Basketball-Europameisterschaft
Die U-20-Basketball-Europameisterschaft (englisch FIBA U20 Europe Championship) ist ein Basketball-Wettbewerb für Junioren-Auswahlmannschaften. Er ist der offizielle und anerkannteste Wettbewerb für Auswahlmannschaften in dieser Sportart und wird von der FIBA Europa organisiert. Die besten Mannschaften innerhalb dieses Wettbewerbs qualifizierten sich für den mittlerweile eingestellten Wettbewerb U-21-Basketball-Weltmeisterschaft. Die Basketball-Europameisterschaft der Junioren wurde erstmals 1992 in der Altersklasse Unter-22 (U-22) bei den männlichen Junioren ausgetragen. Das Alterslimit des ursprünglich zweijährlich ausgetragenen Wettbewerbs wurde bei der fünften Austragung im Jahr 2000 auf 20 Jahre abgesenkt, gleichzeitig wurde in der gleichen Altersklasse ein Wettbewerb für weibliche Juniorinnen eingeführt. Seit dem Jahr 2005 werden die Wettbewerbe für beide Geschlechter jährlich ausgetragen.

## Modus
Für das erste Endrundenturnier 1992 waren noch zwölf Auswahlmannschaften der Altersklasse U-22 qualifiziert, die zunächst ein Rundenturnier in zwei Gruppen von sechs Mannschaften spielten und dann in drei Blöcken im K.-o.-System die Medaillen, die Plätze fünf bis acht sowie neun bis zwölf ausspielten. Dieser Modus wurde bei der vierten Austragung 1998 abgewandelt, wobei zwischen Rundenturnier und K.-o.-System für die besseren Mannschaften jeder Gruppe ein Viertelfinale „überkreuz“ hinsichtlich der Gruppenplatzierungen eingeführt wurde. Dieser Modus wurde auch nach Absenkung der Altersklasse 2000 auf U-20 und Einführung des Wettbewerbs für Juniorinnen bis 2004 durchgehalten.
Der Modus des Wettbewerbs wurde mit Einführung des jährlichen Rhythmus 2005 komplett umgestellt; auf Qualifikationswettbewerbe für das Endrundenturnier wurde nunmehr verzichtet. Stattdessen wurden Divisionen für alle Teilnehmerländer eingeführt, wobei die jeweils 16 besten männlichen und weiblichen Auswahlteams der Division A angehörten und alle weiteren Auswahlteams der Division B. Die A-Divisionen spielten in der Folge die eigentlichen Europameister jeden Jahres aus, während in den B-Divisionen die besten Teams den Aufstieg in die Division A des folgenden Jahres erreichen konnten und dort die schlechtesten Teams der laufenden Austragung ersetzten. Im Turnier der Division A gab es zunächst ein Rundenturnier von vier Gruppen mit jeweils vier Teams. Die zwei besten Teams jeder Gruppe spielten wie die zwei schlechtesten Teams ein weiteres Rundenturnier von zwei Gruppen mit vier Teams aus; das Vorrundenergebnis wurde nicht mitgenommen, da der ebenfalls qualifizierte Vorrundengegner in der anderen Zwischenrundengruppe spielte. Erst danach kam es analog zum Modus der ersten Austragung zu einem K.-o.-System in nunmehr vier Blöcken. Die Verlierer der Halbfinalspiele im untersten Block um die Plätze 13 bis 16 waren die Absteiger in die Division B.
Bei der dritten Austragung im jährlichen Rhythmus 2007 wurde dieser Modus bereits wieder abgeändert. Das jeweils schlechteste Team jeder Vorrundengruppe spielte in einem weiteren Rundenturnier-Modus in einer Relegationsrunde (englisch classification round), in der die beiden schlechtesten Teams in die Division B abstiegen. Die restlichen zwölf Teams spielten nach der Vorrunde den ursprünglichen Modus von 1992 nach, wobei die Vorrundenergebnisse mitgenommen wurden und sich dadurch die Anzahl der Zwischenrundenspiele nicht erhöhte. Auch dieser Modus fand nur zweimal Anwendung. Bereits 2009 wurde nach der Vorrunde für die besseren zwölf Teams auf den Modus von 1998 umgeschwenkt, der als weitere K.-o.-Runde ein Viertelfinale für die besten acht Teams vorsah. Ein Jahr später wurde die Relegationsrunde auf ein Doppelturnier erweitert, in der die Mannschaften je zweimal gegeneinander spielten. Während die männlichen Junioren für das Turnier 2013 das Teilnehmerfeld der Division A auf 20 Mannschaften erweiterten und 2012 keine Absteiger hatten, schafften bei den Juniorinnen 2012 nur noch die Siegerinnen der Relegationsrunde den Klassenerhalt. Mit drei Aufsteiger-Teams im Turnier spielten die Juniorinnen 2013 zunächst eine einfache Relegationsrunde, an die sich Viertelfinal-Play-downs für die schlechtere Teilnehmerhälfte anschloss, zu der die beiden schlechtesten Teams jeder Zwischenrundengruppe stießen. Neben den Teilnehmern im Spiel um Platz 15 stiegen auch die Verliererinnen im Spiel um Platz 13 in die Division B ab, was bei der Premiere 2013 die deutsche Juniorinnen-Auswahl war. Für die besseren Mannschaften änderte sich am Modus grundsätzlich nichts.
Die männlichen Junioren erweiterten 2013 das Teilnehmerfeld der Division A auf 20 Mannschaften und dazu die Vorrundengruppen um eine Mannschaft auf fünf Mannschaften je Gruppe. Während sich für die besten zwölf Mannschaften keine Modus-Änderungen ergaben, spielten die beiden schlechtesten Vorrundenmannschaften jeder Gruppe ein einfaches Relegations-Rundenturnier in zwei Gruppen, wobei kein Vorrundenergebnis mitgenommen wurde, da der jeweilige Vorrundengegner in der anderen Relegationsgruppe spielte. Anschließend wurden die Plätze 13 bis 16 sowie 17 bis 20 im K.-o.-System ausgespielt. Neben den Mannschaften im Spiel um Platz 19 stieg auch der Verlierer der Partie um Platz 17 in die Division B ab. Zum Turnier 2016 wurde das Teilnehmerfeld wieder auf 16 Mannschaften verkleinert, weshalb beim Turnier 2015 alle Mannschaften ab Platz 14 abstiegen, um weiter drei Teilnehmern der Division B den Aufstieg auch zum Turnier 2016 zu ermöglichen. Bei der 15. Turnieraustragung in der Altersklasse U-20 wird 2016 für beide Geschlechter zudem nach der Vorrunde in vier Gruppen mit je vier Teams direkt im K.-o.-System inklusive Play-downs weitergespielt. Die drei besten Teams erhalten Medaillen, während für das folgende Jahr die drei schlechtesten Teams in die Division B absteigen und durch die Medaillengewinner des Turniers der Division B ersetzt werden.

## Austragungsübersicht

### Männliche Junioren
| Jahr | Austragungsort | Gold                   | Finale | Silber       | Bronze                 | Ergebnis | Vierter      | weitere Platzierungen          | MVP                        |
| ---- | -------------- | ---------------------- | ------ | ------------ | ---------------------- | -------- | ------------ | ------------------------------ | -------------------------- |
| 1992 | Athen          | Italien                | 65–63  | Griechenland | Frankreich             | 63–60    | Israel       | 12. Deutschland                | Gheorghe Mureșan           |
| 1994 | Slowenien      | Weißrussland           | 96–91  | Italien      | Spanien                | 83–69    | Griechenland | 9. Deutschland                 | Boris Gorenc               |
| 1996 | Türkei         | Litauen                | 85–81  | Spanien      | BR Jugoslawien         | 67–62    | Türkei       |                                | Radoslav Nesterović        |
| 1998 | Trapani        | BR Jugoslawien         | 92–73  | Slowenien    | Türkei                 | 64–57    | Spanien      | 7. Deutschland                 | Igor Rakočević             |
| 2000 | Ohrid          | Slowenien              | 66–65  | Israel       | Spanien                | 82–77    | Kroatien     |                                | Sani Bečirovič             |
| 2002 | Litauen        | Griechenland           | 77–73  | Spanien      | Frankreich             | 95–78    | Russland     |                                | Nikolaos Zisis             |
| 2004 | Brünn          | Slowenien              | 66–61  | Israel       | Litauen                | 92–63    | Griechenland |                                | Erazem Lorbek              |
| 2005 | Tschechow      | Russland               | 61–53  | Litauen      | Serbien und Montenegro | 63–45    | Israel       | 13. Deutschland                | Nikita Kurbanow            |
| 2006 | İzmir          | Serbien und Montenegro | 64–58  | Türkei       | Slowenien              | 83–75    | Italien      | 15. Deutschland                | Ersan İlyasova             |
| 2007 | / Görz         | Serbien                | 87–78  | Spanien      | Italien                | 74–63    | Russland     |                                | Miloš Teodosić             |
| 2008 | Riga           | Serbien                | 96–89  | Litauen      | Spanien                | 91–72    | Türkei       | 17. Deutschland                | Miroslav Raduljica         |
| 2009 | Rhodos         | Griechenland           | 90–85  | Frankreich   | Spanien                | 75–72    | Italien      | 14. Deutschland                | Kostas Papanikolaou        |
| 2010 | Kroatien       | Frankreich             | 73–62  | Griechenland | Spanien                | 86–79    | Kroatien     | 14. Deutschland 17. Österreich | Andrew Albicy              |
| 2011 | Bilbao         | Spanien                | 82–70  | Italien      | Frankreich             | 66–50    | Russland     | 5. Deutschland 15. Österreich  | Nikola Mirotić             |
| 2012 | Slowenien      | Litauen                | 50–49  | Frankreich   | Spanien                | 67–66    | Serbien      | 5. Deutschland                 | Léo Westermann             |
| 2013 | Tallinn        | Italien                | 67–60  | Lettland     | Spanien                | 70–63    | Russland     | 11. Deutschland                | Amedeo Della Valle         |
| 2014 | Kreta          | Türkei                 | 65–57  | Spanien      | Serbien                | 79–66    | Kroatien     | 14. Deutschland                | Cedi Osman                 |
| 2015 | Provinz Udine  | Serbien                | 70–64  | Spanien      | Türkei                 | 84–74    | Frankreich   | 11. Deutschland                | Marko Gudurić              |
| 2016 | Helsinki       | Spanien                | 68–55  | Litauen      | Türkei                 | 76–61    | Deutschland  |                                | Marc García                |
| 2017 | Kreta          | Griechenland           | 65–56  | Israel       | Frankreich             | 72–58    | Spanien      | 7. Deutschland                 | Vasileios Charalampopoulos |
| 2018 | Chemnitz       | Israel                 | 80–66  | Kroatien     | Deutschland            | 80–71    | Frankreich   |                                | Yovel Zoosman              |
| 2019 | Tel Aviv       | Israel                 | 92–84  | Spanien      | Deutschland            | 73–65    | Frankreich   |                                | Deni Avdija                |
| 2022 | Podgorica      | Spanien                | 69–61  | Litauen      | Montenegro             | 86–77    | Israel       | 11. Deutschland                | Juan Núñez                 |
| 2023 | Heraklion      | Frankreich             | 89–79  | Israel       | Griechenland           | 68–64    | Belgien      | 6. Deutschland                 | Ilias Kamardine            |
| 2024 | Gdynia         | Frankreich             | 82–78  | Slowenien    | Griechenland           | 70–68    | Belgien      | 12. Deutschland                | Zacharie Perrin            |

1. 1 2 3 4  
Wettbewerb wurde in der Altersklasse U-22 ausgetragen.
2. 1 2  
Ein MVP dieses Wettbewerbs ist nicht bekannt. Stattdessen ist der Topscorer angegeben.
3. 1 2  
Der MVP dieses Wettbewerbs war bei dieser Austragung zugleich auch Topscorer in Punkten pro Spiel.
4. 1 2  
Die Mannschaft wurde Turniersieger in der Division B.
5. ↑  Die deutsche Mannschaft stellte mit Robin Benzing den Topscorer in Punkten pro Spiel.

#### Medaillenspiegel
| Platz | Land                   | Gold | Silber | Bronze | Gesamt | erste Teilnahme | Teilnahmen | Gastgeber |
| ----- | ---------------------- | ---- | ------ | ------ | ------ | --------------- | ---------- | --------- |
| 1     | Spanien                | 3    | 6      | 7      | 16     | 1992            | 23         | 1         |
| 2     | Frankreich             | 3    | 2      | 4      | 9      | 1992            | 22         | 0         |
| 3     | Griechenland           | 3    | 2      | 2      | 7      | 1992            | 21         | 5         |
| 4     | Serbien                | 3    | 0      | 1      | 4      | 2007            | 13         | 0         |
| 5     | Litauen                | 2    | 4      | 1      | 7      | 1996            | 21         | 1         |
| 6     | Israel                 | 2    | 4      | 0      | 6      | 1992            | 19         | 1         |
| 7     | Italien                | 2    | 2      | 1      | 5      | 1992            | 20         | 3*        |
| 7     | Slowenien              | 2    | 2      | 1      | 5      | 1994            | 20         | 3*        |
| 9     | Serbien und Montenegro | 2    | 0      | 2      | 4      | 1996            | 7          | 0         |
| 10    | Türkei                 | 1    | 1      | 3      | 5      | 1992            | 21         | 2         |
| 11    | Russland               | 1    | 0      | 0      | 1      | 1994            | 16         | 1         |
| 12    | Weißrussland           | 1    | 0      | 0      | 1      | 1994            | 5          | 0         |
| 13    | Kroatien               | 0    | 1      | 0      | 1      | 1998            | 16         | 1         |
|       | Lettland               | 0    | 1      | 0      | 1      | 1998            | 16         | 1         |
| 15    | Deutschland            | 0    | 0      | 2      | 2      | 1992            | 16         | 1         |
| 16    | Montenegro             | 0    | 0      | 1      | 1      | 2008            | 12         | 1         |
|       | Gesamt                 | 25   | 25     | 25     | 75     | -               |            |           |

- Bei den Teilnahmen wurden nur solche mitgezählt, bei denen sich eine Auswahl für das Finalturnier (der Division A) qualifiziert und teilgenommen hat.

* 2007 richteten Slowenien und Italien das Finalturnier gemeinsam in der Grenzstadt Görz aus.

### Weibliche Juniorinnen
| Jahr | Austragungsort       | Gold       | Finale | Silber     | Bronze      | Ergebnis | Vierter      | weitere Platzierungen    | MVP                  |
| ---- | -------------------- | ---------- | ------ | ---------- | ----------- | -------- | ------------ | ------------------------ | -------------------- |
| 2000 | Slowakei             | Russland   | 84–57  | Tschechien | Rumänien    | 58–55    | Türkei       | 10. Deutschland          | Zuzana Žirková       |
| 2002 | Zagreb               | Tschechien | 77–74  | Russland   | Frankreich  | 77–62    | Lettland     | 12. Deutschland          | Daniela Číkošová     |
| 2004 | Bretagne             | Russland   | 80–64  | Frankreich | Tschechien  | 72–52    | Ungarn       |                          | Oleksandra Horbunowa |
| 2005 | Brünn                | Frankreich | 72–57  | Polen      | Lettland    | 65–36    | Griechenland | 9. Deutschland           | Oleksandra Horbunowa |
| 2006 | Sopron               | Russland   | 77–68  | Ungarn     | Frankreich  | 64–55    | Spanien      | 6. Deutschland           | Isabelle Yacoubou    |
| 2007 | Sofia                | Spanien    | 75–60  | Serbien    | Frankreich  | 65–63    | Türkei       | 8. Deutschland           | Silvia Domínguez     |
| 2008 | Abruzzen             | Russland   | 67–58  | Frankreich | Serbien     | 73–46    | Spanien      | 13. Deutschland          | Natalja Wijeru       |
| 2009 | Gdynia               | Frankreich | 74–52  | Spanien    | Lettland    | 78–75    | Russland     | 8. Deutschland           | Alba Torrens         |
| 2010 | Liepāja              | Russland   | 75–74  | Spanien    | Lettland    | 53–49    | Frankreich   | 14. Deutschland          | Anastasia Logunowa   |
| 2011 | Novi Sad             | Spanien    | 62–53  | Russland   | Polen       | 67–65    | Serbien      | 15. Deutschland          | Queralt Casas        |
| 2012 | Debrecen             | Spanien    | 59–46  | Russland   | Türkei      | 58–56    | Niederlande  | 18. Deutschland (B-Vize) | Xenija Tichonenko    |
| 2013 | Samsun               | Spanien    | 59–53  | Italien    | Türkei      | 53–38    | Weißrussland | 14. Deutschland          | Astou Ndour          |
| 2014 | Udine                | Frankreich | 47–42  | Spanien    | Italien     | 68–63    | Serbien      | 17. Deutschland          | Olivia Époupa        |
| 2015 | Lanzarote            | Spanien    | 66–47  | Frankreich | Niederlande | 63–51    | Russland     | 13. Deutschland          | Leticia Romero       |
| 2016 | Matosinhos           | Spanien    | 71–69  | Italien    | Russland    | 78–72    | Serbien      | 16. Deutschland          | Cecilia Zandalasini  |
| 2017 | Matosinhos           | Spanien    | 73–63  | Slowenien  | Russland    | 80–59    | Frankreich   |                          | María Araújo         |
| 2018 | Sopron               | Spanien    | 69–50  | Serbien    | Niederlande | 65–60    | Italien      | 9. Deutschland           | Iris Mbulito         |
| 2019 | Klatovy              | Italien    | 70–67  | Russland   | Frankreich  | 50–34    | Belgien      | 16. Deutschland          | Sara Madera          |
| 2022 | Sopron               | Spanien    | 47–42  | Tschechien | Italien     | 64–48    | Frankreich   |                          | Claudia Contell      |
| 2023 | Klaipėda und Vilnius | Frankreich | 85–59  | Lettland   | Spanien     | 94–36    | Serbien      |                          | Carla Leite          |
| 2024 | Klaipėda und Vilnius | Frankreich | 83–75  | Spanien    | Italien     | 70–48    | Deutschland  |                          | Awa Fam              |

1. 1 2 3  
Ein MVP dieses Wettbewerbs ist nicht bekannt. Stattdessen ist der Topscorer angegeben.
2. ↑  
Der MVP dieses Wettbewerbs war bei dieser Austragung zugleich auch Topscorer in Punkten pro Spiel.
3. ↑  
Die Auswahl wurde Turniersieger in der Division B.

#### Medaillenspiegel
| Platz | Land        | Gold | Silber | Bronze | Gesamt | erste Teilnahme | Teilnahmen | Gastgeber |
| ----- | ----------- | ---- | ------ | ------ | ------ | --------------- | ---------- | --------- |
| 1     | Spanien     | 9    | 4      | 1      | 14     | 2000            | 17         | 1         |
| 2     | Frankreich  | 5    | 3      | 4      | 12     | 2002            | 16         | 1         |
| 3     | Russland    | 5    | 4      | 2      | 11     | 2000            | 17         | 0         |
| 4     | Italien     | 1    | 2      | 3      | 6      | 2000            | 17         | 2         |
| 5     | Tschechien  | 1    | 2      | 1      | 4      | 2000            | 10         | 2         |
| 6     | Serbien     | 0    | 2      | 1      | 3      | 2007            | 12         | 1         |
| 7     | Lettland    | 0    | 1      | 3      | 4      | 2000            | 15         | 3         |
| 8     | Polen       | 0    | 1      | 1      | 2      | 2000            | 14         | 1         |
| 9     | Ungarn      | 0    | 1      | 0      | 1      | 2000            | 10         | 4         |
|       | Slowenien   | 0    | 1      | 0      | 1      | 2017            | 2          | 0         |
| 11    | Türkei      | 0    | 0      | 2      | 2      | 2000            | 15         | 1         |
|       | Niederlande | 0    | 0      | 2      | 2      | 2010            | 9          | 0         |
| 13    | Rumänien    | 0    | 0      | 1      | 1      | 2000            | 4          | 0         |
|       | Gesamt      | 21   | 21     | 21     | 63     | -               |            |           |

- Bei den Teilnahmen wurden nur solche mitgezählt, bei denen sich eine Auswahl für das Finalturnier (der Division A) qualifiziert und teilgenommen hat.